# Rabka-Zdrój (gmina)
Rabka-Zdrój est une gmina mixte du powiat de Nowy Targ, Petite-Pologne, dans le sud de Pologne. Son siège est la ville de Rabka-Zdrój, qui se situe environ 18 km au nord de Nowy Targ et 50 km au sud de la capitale régionale Cracovie.
La gmina couvre une superficie de 69,02 km2 pour une population de 17 190 habitants.

## Géographie
Outre la ville de Rabka-Zdrój, la gmina inclut les villages de Chabówka, Ponice et Rdzawka.
La gmina borde les gminy de Lubień, Mszana Dolna, Niedźwiedź, Nowy Targ et Raba Wyżna.